# 火药阴谋

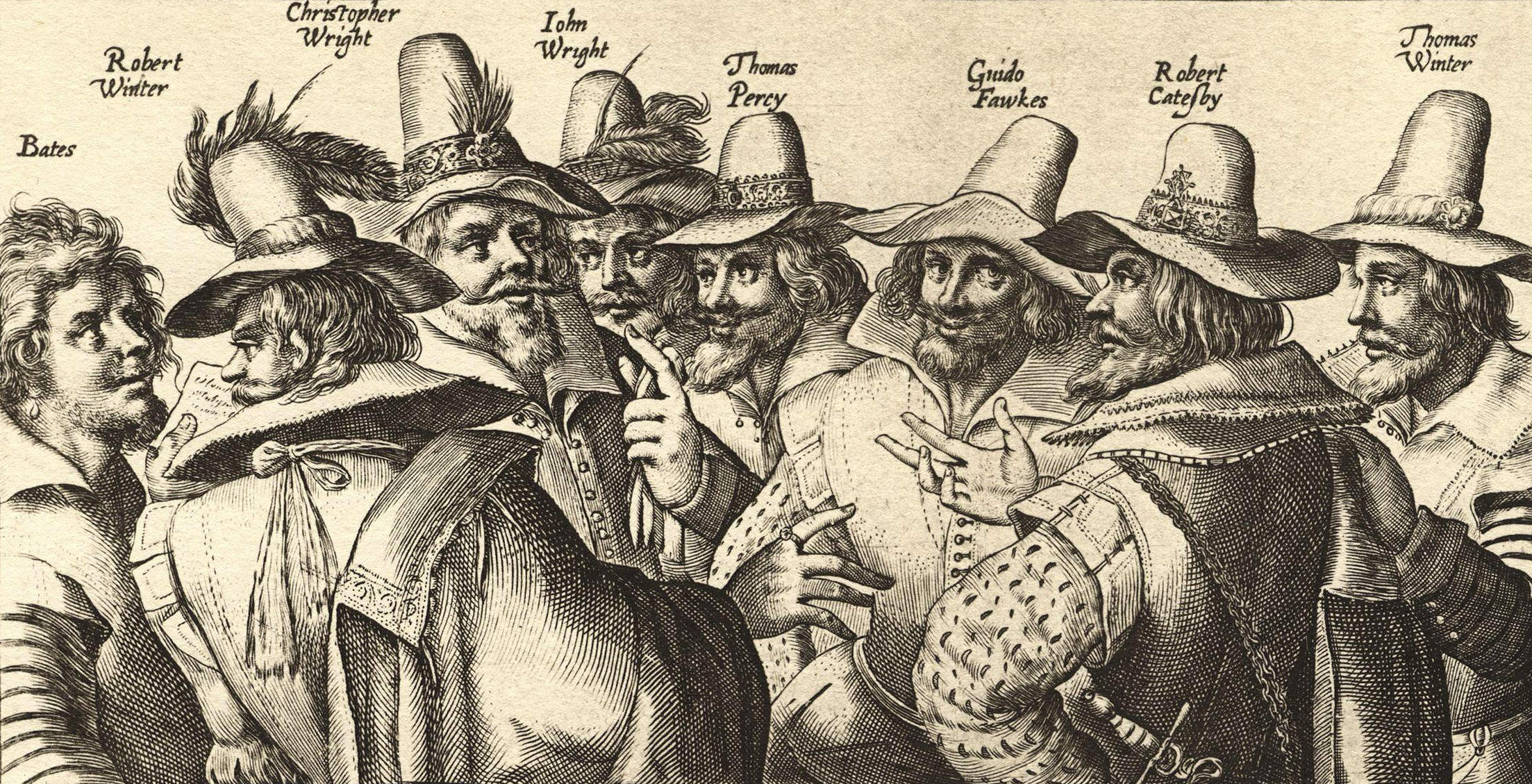
反叛者略图

火药阴谋（英語：Gunpowder Plot）发生于1605年，是一群英格兰天主教极端分子试图炸毀英国国会大厦，并杀害正在参加国会开幕典礼的英国国王詹姆士一世的失败的暗杀行动。这次事件是1603年的主要阴谋（Main Plot）和次要阴谋（Bye Plot）之后又一次失败的弑君企图。
每年11月5日的盖伊·福克斯之夜用来纪念此次事件。

## 背景
1533年至1540年間，英格蘭國王亨利八世從羅馬教廷手中取得英格蘭教會的控制權，這是英格蘭數十年來宗教緊張的開始。英國天主教徒在一個由新近分離並日益發展的英格蘭新教教會主導的社會中掙扎。亨利的女兒伊莉莎白一世在位時提出了伊莉莎白女王宗教解決方案，以應對日益加劇的宗教分歧，該方案要求任命到公共或教堂辦公室任職的任何人宣誓效忠擔任教會和國家元首的君主。拒絕的處罰是嚴厲的；處以罰款以追討罪名，重犯者有可能被監禁和處決。天主教被邊緣化了，但是儘管遭受酷刑或處決的威脅，牧師仍繼續秘密地行使其信仰。
伊莉莎白一世去世後，天主教徒對於繼位的詹姆士一世拒绝给予他們同等权利而大失所望。激進的教徒企盼透過火药阴谋引发叛乱，从而擁立詹姆士的女儿伊莉莎白成为一个天主教的國家元首。但阴谋却在计划的11月5日（格里曆11月15日）之前数小时暴光了。
这个计划是由罗伯特·盖茨比（Robert Catesby）策划，爆破专家盖伊·福克斯执行。已知的其它阴谋者有托马斯·文图尔（Thomas Wintour）、罗伯特·文图尔（Robert Wintour）、克里斯多佛·莱特（Christopher Wright）、托马斯·珀西（Thomas Percy）、约翰·格兰特（John Grant）、安布罗斯·洛克伍德（Ambrose Rokewood）、罗伯特·凯斯（Robert Keyes）、埃弗拉德·狄格拜爵士（Sir Everard Digby）、弗朗西斯·特瑞山姆（Francis Tresham）以及盖茨比的仆人托马斯·贝茨（Thomas Bates）。

## 過程
最初，反叛者租到一间与英国上议院（国会开幕典礼在那里开幕）相邻房子的地下室，并准备挖出一个通向上议院地下室的地道。但后来他们直接租到了上议院地下室。
到了1605年3月，他们已经在上议院地下室内以冬季燃料为隐蔽装满了36桶（约2.5吨）火药。由于担心天主教上议员也被炸死，某人向天主教蒙特伊格上议员（Lord Monteagle）秘密通信。上议员于10月26日收到那封信。反叛者在第二天得知了那封信的消息，但在福克斯检查过地下室发现原封未动之后，坚决地将他们的计划进行下去。然而与此同时，蒙特伊格却将那封信交给了內閣大臣第一代索爾茲伯里伯爵羅伯特·塞西爾。
盖伊·福克斯留下来执行计划，其他反叛者则跑到沃里克郡的邓雀奇（Dunchurch）等待消息。
得知告密消息后，一位名叫托馬斯·奈維特（Thomas Knyvet）的太平绅士于11月5日晨突袭了地下室。发现反叛者盖伊·福克斯藏在国会大厦地下室内，他于是下令搜查整个地区。结果当局发现了火药桶并将盖伊·福克斯拘捕。盖伊·福克斯在刑架上被严刑拷打之后招供，并招出其他反叛者的名字。为避免违反英格兰法律，国王为此签署了一项允许拷打的特殊命令。盖茨比在拒捕时被杀死，而其他反叛者很快被逮捕，并在审讯过程中被执行死刑或杀死。

## 结果
阴谋的流产对英格兰天主教产生了巨大的负面影响。它使得天主教解放（Catholic Emancipation）全面停止：天主教徒们只得再等待200年直到获得近乎同等的权利。一些学者认为威廉·莎士比亚的《麦克白》是从此陰謀及高里陰謀而得到的灵感。

### 阴谋论
许多现代历史学家认为塞西尔的密探早已渗透了整个阴谋却令它继续，最后产生巨大影响。从而使教皇阴谋论的宣传在此后的数百年中一直产生作用。

### 篝火之夜
為慶祝陰謀敗露，當時的英國國會通過了一條法案，紀念這次事件。自此以後的每年11月5日，英國及英聯邦國家（例如：紐西蘭）的英國移民後裔都會在這一天，或以篝火或煙火來慶祝；而該節日被稱之為篝火之夜（即焰火之夜，或稱蓋·福克斯之夜）。

### 現代流行文化
1981年美國漫畫家阿兰·摩尔以蓋伊·福克斯的故事為藍本，創造了圖像小說《V怪客》。此漫畫小說亦被改編為同名電影《V怪客》，由詹姆斯·麥克特格執導，沃卓斯基兄弟擔任編劇。
2014年播出的《神探夏洛克第三季》中《空靈柩》一集化用了此次事件作为剧情。

### 重建爆炸现场
现代物理学家计算得出，如果阴谋得逞，它将完全摧毁大部分的西敏一帶，剧烈爆炸震碎的玻璃窗将分散在方圆2/3英里（1公里）的范围内（玻璃窗是后来普及的）。